# Gottschalk (Eichstätt)
Gottschalk († 12. November 882?) war Bischof von Eichstätt von 880(?) bis 882(?).
Gottschalk stammte wohl aus einem edelfreien bayerischen Geschlecht. Er selbst ist in keinen Urkunden belegt, lediglich das Pontifikale Gundekarianum – dort heißt er Gotescalc – und der Anonymus von Herrieden bezeugen ihn und seine zweieinhalb bis dreijährige Zeit als Bischof von Eichstätt. Als Todestag ist der 12. November überliefert, das Todesjahr jedoch ist unbekannt.